# Bravo-Jahrescharts 2004
Die Bravo-Jahrescharts werden zum Jahresende von der Bravo-Redaktion als Hitliste erstellt. Die Jugendzeitschrift Bravo erscheint seit 1956 und enthält in jeder Wochenausgabe eine Hitliste, die von den Lesern gewählt wurde. Seit 1960 können die Bravo-Leser außerdem ihre beliebtesten Gesangsstars wählen und dekorieren sie mit dem Bravo Otto.

## Bravo-Jahrescharts 2004
1. Liar – Vanilla Ninja – 218 Punkte
2. The Lion Sleeps Tonight – Daniel Küblböck – 216 Punkte
3. Behind the Sun – Alexander – 213 Punkte
4. Don’t Go Too Fast – Vanilla Ninja und außerdem Sunshine After the Rain Alexander – 209 Punkte
5. Hooray – Frameless – 204 Punkte
6. When the Indians Cry – Vanilla Ninja – 199 Punkte
7. She – Groove Coverage – 197 Punkte
8. Tough Enogh – Vanilla Ninja – 181 Punkte
9. Du bist…Pt.2 – Fe:lix – und außerdem Hold the Line – Jeanette – 179 Punkte
10. Chocolate (Choco Choco) – Soul Control – 178 Punkte
11. Verliebt – Ben – 168 Punkte
12. Black & White – Frameless – 166 Punkte
13. Can’t Fight the Feeling – B3 – 162 Punkte
14. We Just be Dreamin’ – Blazin’ Squad – 160 Punkte
15. Next Stop Happiness – Heinz Winckler – 158 Punkte
16. Let Me Just Fly – Natural – 153 Punkte
17. Und jetzt kommst Du – Fe:lix – und außerdem I Sill Believe – Juliette Schoppmann – 150 Punkte

## Bravo-Otto-Wahl 2004

### Superband Rock
1. Goldener Otto: Maroon 5
2. Silberner Otto: Linkin Park
3. Bronzener Otto: The Rasmus

### Superband Pop
1. Goldener Otto: Silbermond
2. Silberner Otto: Overground
3. Bronzener Otto: Vanilla Ninja

### Supersänger
1. Goldener Otto: Usher
2. Silberner Otto: Alexander
3. Bronzener Otto: Robbie Williams

### Supersängerin
1. Goldener Otto: Sarah Connor
2. Silberner Otto: Jeanette Biedermann
3. Bronzener Otto: Christina Aguilera

### Hip Hop International
1. Goldener Otto: 50 Cent
2. Silberner Otto: Black Eyed Peas
3. Bronzener Otto: Eminem

### Hip Hop National
1. Goldener Otto: Sido
2. Silberner Otto: Die Fantastischen Vier
3. Bronzener Otto: Samy Deluxe